# Jacob Foppens van Es

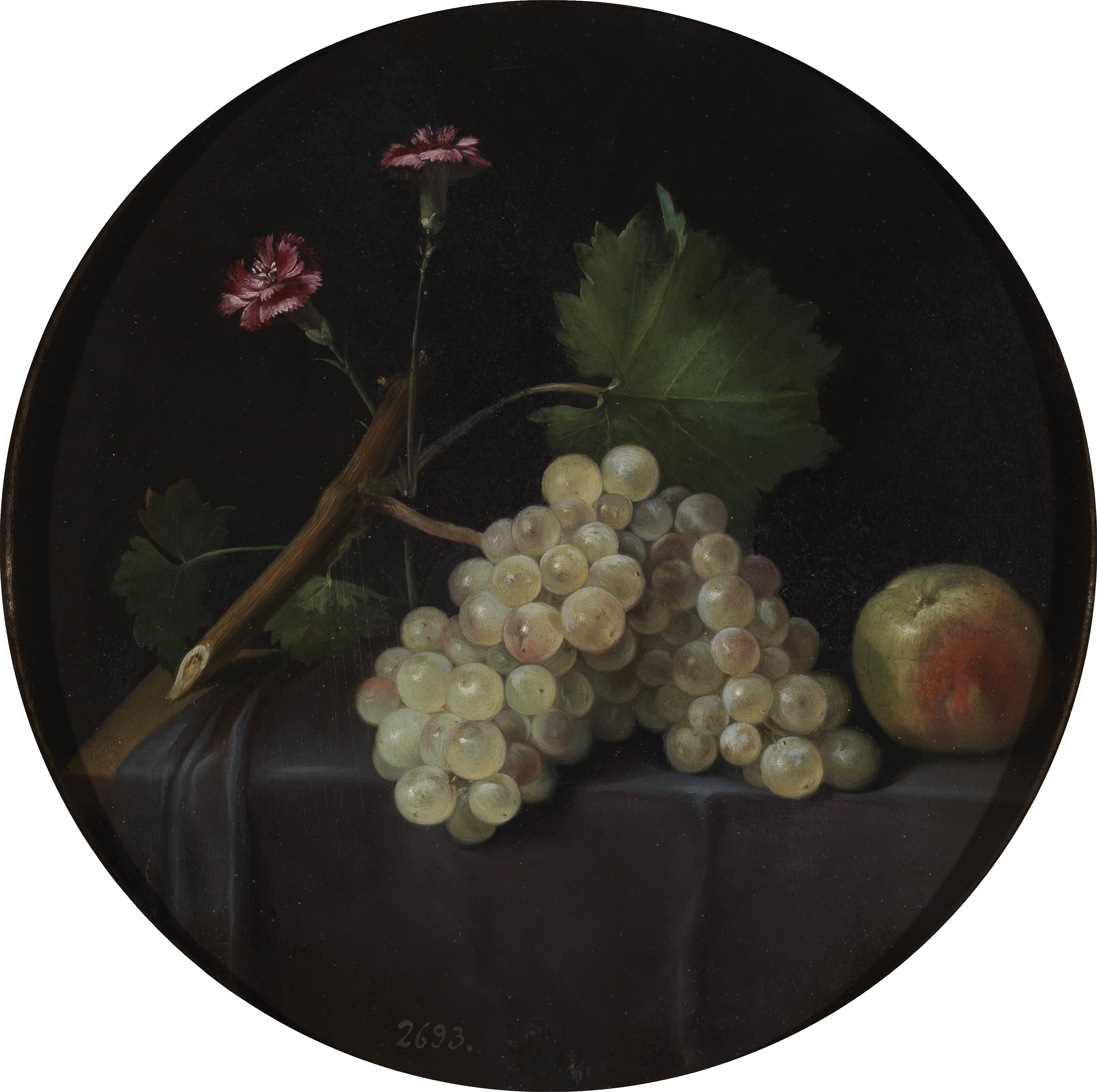
Uvas, manzanas y claveles, óleo sobre tabla, 30 cm de diámetro, Madrid, Museo del Prado.

Jacob Foppens van Es o Jacob van Essen (ca.,1596-1666) fue un pintor barroco flamenco especializado en la pintura de bodegones.

## Biografía
Van Es nació probablemente en Amberes y hacia 1596 pues en 1617 ingresó como maestro pintor en el gremio de San Lucas de aquella ciudad, donde tuvo como discípulo a Jan van Tienen y fue enterrado el 11 de marzo de 1666.
Sus naturalezas muertas siguen el tipo del pequeño bodegón de desayuno de Osias Beert y Clara Peeters, caracterizadas por la acumulación de objetos sobre una mesa inclinada hacia adelante, sin relación entre ellos y buscando exclusivamente el rico colorido, pero con mayor libertad en su disposición de la que tienen en Beert.
Fue autor prolífico que ocasionalmente pintó también floreros y guirnaldas de flores (Museo de Bellas Artes de Orleans, en colaboración con Hendrick van Balen). Buena prueba de su éxito inmediato puede ser el retrato que le hizo Joannes Meyssens y grabó Václav Hollar para incluirlo en su Image de divers hommes desprit sublime qui par leur art et science debvrovent vivre eternellement (Imagen de diversos hombres de espíritu sublime que por su arte y ciencia vivirán eternamente), editada en Amberes en 1649, con la inscripción: 

IACOBVS VAN ES/ Peinctre Excellent en fruicts poissons oiseauz et fleurs les/ quelles il faict extremement bien au naturel il demeure a Anvers/ y estant ne.